# Wyczyniec czerwonożółty
Wyczyniec czerwonożółty (Alopecurus aequalis Sobol.) – gatunek wieloletniej rośliny, należącej do rodziny wiechlinowatych. Jako gatunek rodzimy rośnie w Eurazji, północno-zachodniej Afryce, w Ameryce Północnej i północno-zachodniej Ameryce Południowej. Ponadto zawleczony do Australii i Nowej Zelandii. W Polsce jest na ogół rozpowszechniony, rzadki na północnym zachodzie i północnym wschodzie oraz w Karpatach.

## Morfologia

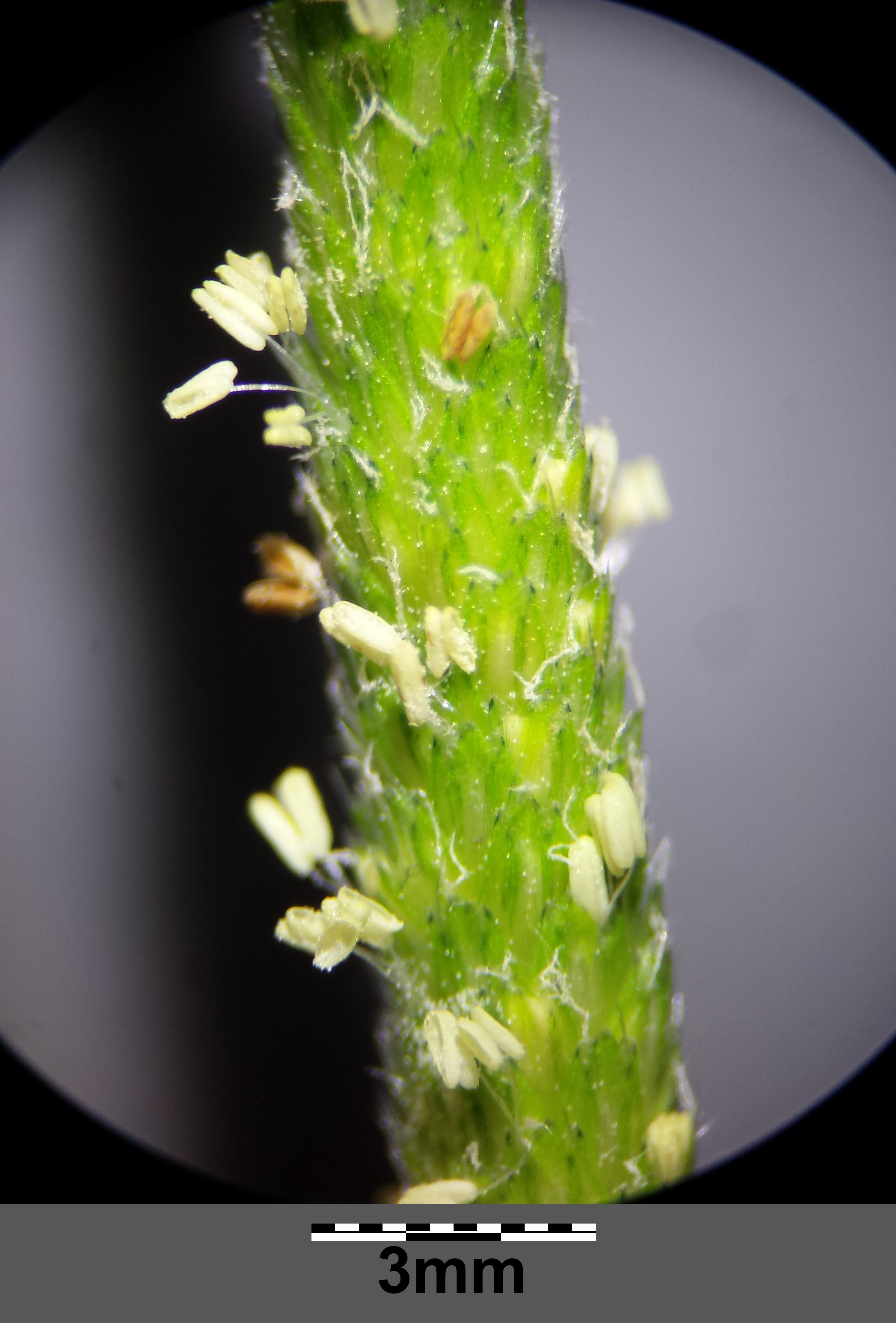
Fragment kwiatostanu

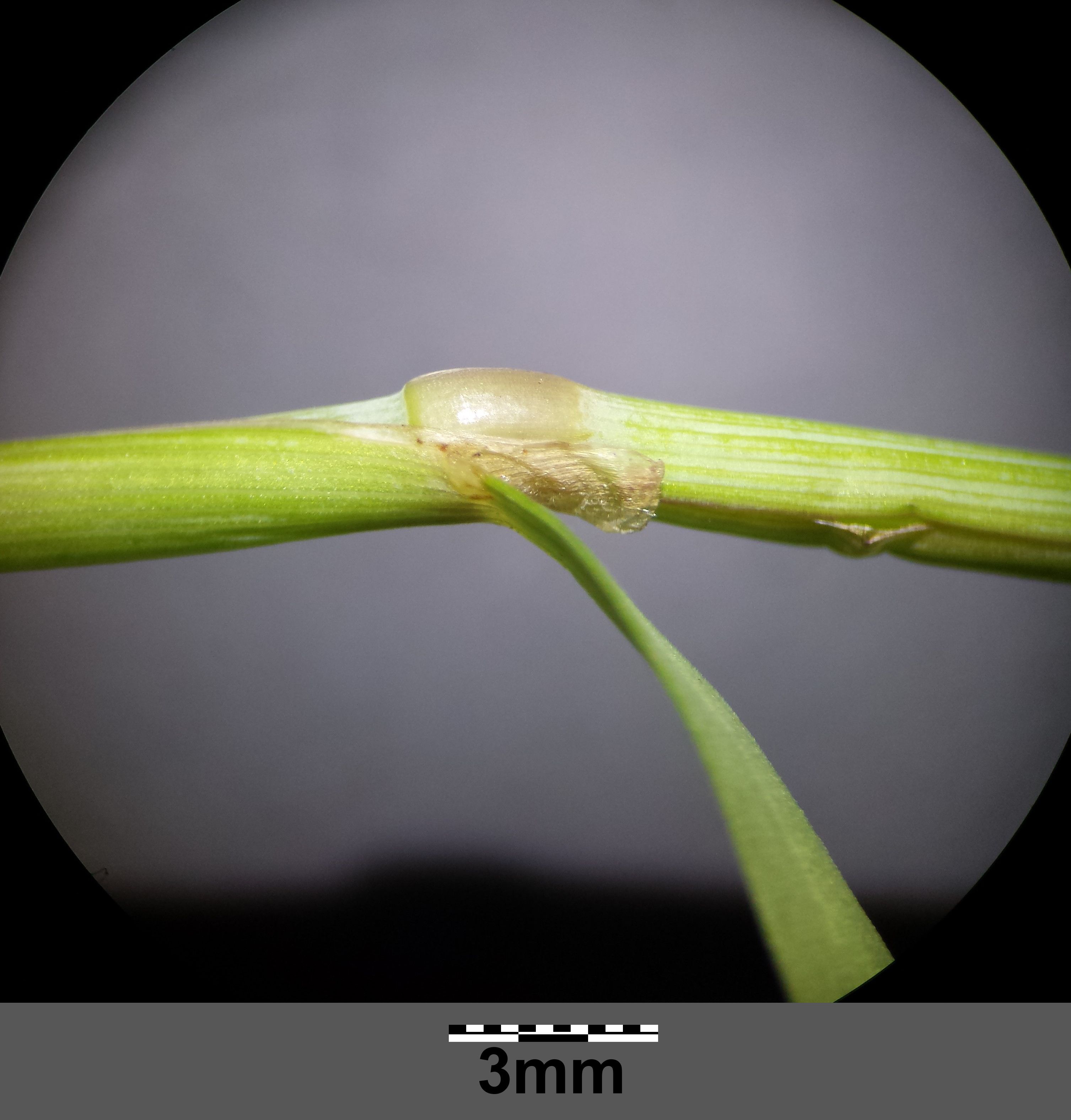
Języczek liściowy

PokrójTrawa kępkowa, szarozielona.
ŁodygaŹdźbło o wysokości 10–30 cm, pokładające się i zakorzeniające w dolnych kolankach. Pod kwiatostanem białawe.
LiściePłaskie, o długości 2–10 cm i szerokości 2–5 mm, żeberkowane, krótsze od pochew liściowych. Języczek liściowy o długości 3-5 mm, tępy. Pochwy liściowe otwarte, gładkie, górne lekko rozdęte.
KwiatostanW postaci kłosokształtnej walcowatej wiechy o długości 2,5–7 cm i grubości 3–4 mm, na obu końcach zwężającej się. Kłoski o długości 1,5-2,5 mm. Plewy zrośnięte ze sobą prawie do połowy, o szczytach nierozchylonych, na grzbiecie wyraźnie owłosione. Plewka dolna z ością wychodzącą ze środka grzbietu, ość krótsza od plewki, prawie nie wystająca ponad kłosek. Pręciki z początku białawe, a po kwitnieniu barwy ceglastej.

## Biologia i ekologia
Roślina jednoroczna lub wieloletnia, kwitnie od czerwca do września. Zasiedla obszary zalewowe, bogate w związki azotowe – głównie brzegi wód i podmokłe łąki. Liczba chromosomów 2n = 14. Gatunek charakterystyczny związku Bidention tripartiti.